# Lê Tịnh
Lê Tịnh sinh năm 1937 tại Thanh Hóa là nhạc sĩ Việt Nam, được tặng Giải thưởng Nhà nước về Văn học Nghệ thuật năm 2012.

## Tiểu sử
Lê Tịnh sinh ngày 11 tháng 2 năm 1937, quê ở Đông Sơn, Thanh Hóa.
Ông tốt nghiệp Khoa Sáng tác, hệ đại học chính quy tại Nhạc viện Hà Nội.
Lê Tịnh trưởng thành chủ yếu từ môi trường quân đội, ông đã từng công tác tại Đoàn Văn công Quân khu Tây Bắc, Đoàn Văn công Quân chủng Không quân và đã từng có mặt trên nhiều chiến trường.
Ông nghỉ hưu từ Đoàn Văn công Quân chủng Phòng không Không quân.

## Sự nghiệp
Thời gian đầu Lê Tịnh hoạt động chủ yếu ở khu vực Tây Bắc nên các sáng tác của nhạc sĩ Lê Tịnh khá độc đáo, mang âm hưởng dân tộc miền núi. Quân chủng Phòng không Không quân là nơi ông đã có một thời gian công tác tại đoàn nghệ thuật, nên vào thời gian này, hầu hết những tác phẩm của ông đều giành cho người lính, giành cho bầu trời: Hành khúc Sư đoàn Không quân 370, Sông Đà lúc nắng chiều, Tâm sự xe lu, Người lính gặp câu chuyện cổ, Kể hết về nhau…
Khi về Hà Nội sinh sống, ông tiếp tục sáng tác và có những ca khúc được giới trẻ yêu thích như Ngồi hát mùa đông. Ngồi hát mùa đông cùng giọng hát của ca sĩ Nguyễn Ngọc Anh, phối khí Nguyễn Mai Kiên, đã đạt giải thưởng Bài hát Việt năm 2006 và gây được dấu ấn trong khán giả.
Các tác phẩm tiêu biểu về giao hưởng của Lê Tịnh: giao hưởng số 1 Hương rừng, giao hưởng số 2 Khúc ẩn tấu, giao hưởng số 2 Cổ tích Vũ trụ, giao hưởng số 3 Mầm lửa mùa lá vàng, tổ khúc giao hưởng số 1 Nắng - Mây - Mở - Gợi, tổ khúc giao hưởng số 2 Cổ tích vũ trụ, sonate số 1 cho dàn nhạc, sonate số 2 viết cho violoncelle và piano, poème symphonique số 1 Níu vào mùa thu, kịch múa Đường vào vũ trụ, kịch hát Bầu trời khát vọng, tiểu phẩm cho pí-thiu và piano Hương lá. Trong đó kịch múa Đường vào vũ trụ (Biên đạo múa Xuân Định) đã giành Huy chương Vàng trong Hội diễn Ca Múa Nhạc chuyên nghiệp toàn quốc năm 1995.
Ông đã được các giải thưởng: Giải thưởng Bộ Quốc phòng năm 1990; Giao hưởng Cổ tích vũ trụ – Giải Nhì năm 1995 của Thành phố Hồ Chí Minh; Giao hưởng thơ - Giải Nhì Hội Nhạc sĩ Việt Nam năm 1996; Huy chương Vàng trong Hội diễn Ca Múa Nhạc chuyên nghiệp toàn quốc năm 1995.
Lê Tịnh đã được Nhà nước tặng: Huân chương Chiến sĩ vẻ vang hạng Nhất, Nhì, Ba; Huân chương Kháng chiến chống Mỹ hạng Nhất; Huân chương Chiến công hạng Nhất.
Năm 2012, ông được trao Giải thưởng Nhà nước về Văn học Nghệ thuật với cụm các ca khúc: Sông Đà lúc nắng chiều, Chiều rừng đỏ, Mưa sương, Hương hoa lộc biếc biên thùy, Đường nào xa mấy; tổ khúc Hương trầm tháng chạp; thơ giao hưởng Níu vào mùa thu và tổ khúc giao hưởng Cổ tích vũ trụ.

## Tác phẩm chính

### Ca khúc
- Sông Đà lúc nắng chiều
- Chiều rừng đỏ
- Mưa sương
- Hương hoa lộc biếc biên thùy
- Đường nào xa mấy
- Hương trầm tháng chạp (tổ khúc)
- Hành khúc Sư đoàn Không quân 370
- Tâm sự xe lu
- Người lính gặp câu chuyện cổ
- Kể hết về nhau
- Ngồi hát mùa đông

### Giao hưởng
- Hương rừng
- Khúc ẩn tấu
- Mầm lửa mùa lá vàng
- Nắng - Mây - Mở - Gợi
- Cổ tích vũ trụ
- Níu vào mùa thu
- Đường vào vũ trụ
- Bầu trời khát vọng
- Hương lá

### Tuyển tập
- Ca khúc Lê Tịnh (hai đĩa CD).[1]

## Giải thưởng
- Giải thưởng Bộ Quốc phòng năm 1990
- Giải Nhì năm 1995 của Thành phố Hồ Chí Minh
- Giải Nhì Hội Nhạc sĩ Việt Nam năm 1996
- Huy chương Vàng Hội diễn Ca Múa Nhạc chuyên nghiệp toàn quốc năm 1995

## Khen thưởng
- Huân chương Chiến sĩ vẻ vang hạng Nhất, Nhì, Ba
- Huân chương Kháng chiến chống Mỹ hạng Nhất
- Huân chương Chiến công hạng Nhất

## Vinh danh
- Giải thưởng Nhà nước về Văn học Nghệ thuật (2012)